# Gallinagininae
Sous-famille
Les Gallinagininae sont une sous-famille qui regroupe quatre genres d'oiseaux limicoles appartenant à la famille des Scolopacidae. Ces espèces sont connues sous le nom de bécassines et de bécassins (ou limnodromes).

## Liste alphabétique des genres
- Coenocorypha G.R. Gray, 1855 (bécassine) (4 espèces)
- Gallinago Brisson 1760 (bécassine) (17 espèces)
- Limnodromus Wied-Neuwied, 1833 (bécassin) (3 espèces)
- Lymnocryptes Boie, 1826 (bécassine) (1 espèces)

## Liste des espèces
D'après la classification de référence (version 2.4, 2010) du Congrès ornithologique international (ordre phylogénique) :